# 希雅與妮汶
希雅（布農語：Saie）與妮汶（Niun），是台灣布農族丹大社傳說中的一對夫妻，因為族人的冷漠無情而變為雲和雪、向族人報仇。

## 傳說
過去有一次希雅去打獵時不小心弄傷了腳走不動，他因此向其他路過的族人求助，但沒有人願意幫他，他生氣地恐嚇別人自己會變成暴風向他們報仇；在部落中，希雅的妻子妮汶發現希雅還沒回來，因此向族人打聽情況，但也全被冷漠的族人說謊敷衍過去，當她好不容易找到希雅的位置時，希雅已經變成雲了，妮汶傷心之餘，變成了雪跟希雅在天上團聚，夫妻倆說好一起向那些說謊而冷漠的人報仇，希雅吹壞他們的房屋、妮汶則凍死他們的作物，讓那些人永遠困苦下去。

## 禁忌
在布農族的文化中，說謊是禁忌，會給自己招來鄙視甚至天譴，如百步蛇傳說或變成狗的阿蘇，而上述傳說也是是在傳達這個禁忌。